# Макклюр, Вики
Вики Ли Макклюр (англ. Vicky Lee McClure, род. 8 мая 1983 года, Ноттингем, Англия) — английская киноактриса. Наиболее известна по роли детектива-инспектора отдела по борьбе с коррупцией Кейт Флеминг в телесериале BBC «По долгу службы» (2012–настоящее время), и роли Лол Дженкинс в фильме Шейна Медоуза «Это Англия» (2006) и в мини-сериалах Медоуза «Это Англия 86» (2010), «Это Англия 88» (2011) и «Это Англия 90» (2015). До съёмок в «Это Англия» снялась ещё в одном фильме Медоуза «Комната для Ромео Брасса» (1999), сыграв Ледин Брасс.

## Биография
Родилась в Ноттингеме, училась в общеобразовательной школе. Была замечена известной английской киноактрисой Самантой Мортон, которая помогла Макклюр начать карьеру. Дебютировала в фильме Шейна Медоуза «Комната для Ромео Брасса» в 1999 году, но известность актрисе принёс фильм «Это Англия», в котором Вики сыграла активную участницу банды скинхедов — Лол. После выхода фильма «Это Англия» актриса снялась в ряде фильмов и сериалов.
В 2008 году снялась в роли Джульетты в малобюджетной комедии «Грязь и мудрость», первом полнометражном фильме, где поп-певица Мадонна выступила в роли режиссёра. Премьера фильма состоялась на Берлинском международном кинофестивале 13 февраля 2008 года.
В 2010 году Макклюр появилась в ряде рекламных короткометражных фильмов для английского косметической марки «Illamasqua».
В 2011 году за роль Лол в фильме «Это Англия '86» награждена премией Британской телевизионной академии за лучшую женскую роль.
В 2013 году снялась в британском триллере «Эффект колибри».
Макклюр снималась в клипе на песню Джейка Багга — «Two Fingers».

## Личная жизнь
28 декабря 2017 года Макклюр объявила о своей помолвке с режиссёром Джонни Оуэном.

## Фильмография
| Год         | Название фильма                | Роль            | Примечания                                                                                  |
| ----------- | ------------------------------ | --------------- | ------------------------------------------------------------------------------------------- |
| 1999        | Комната для Ромео Брасса       | Ледин Брасс     |                                                                                             |
| 2000        | Doctors                        | Kirsty Dunns    | 1 эпизод                                                                                    |
| 2002        | Tough Love                     | Zoe Love        | фильм                                                                                       |
| 2004        | Birth Day                      | Люсия           |                                                                                             |
| 2005        | The Stairwell                  | женщина         |                                                                                             |
| 2006        | Это Англия                     | Лол             |                                                                                             |
| 2008        | Грязь и мудрость               | Джульетта       |                                                                                             |
| 2009        | Enough Rope                    | Айрис           |                                                                                             |
| 2009        | Cast Offs                      | Клэр            | 1 эпизод                                                                                    |
| 2010        | Five Daughters                 | Stacy Nicholls  | 3 эпизода                                                                                   |
| 2010        | Just Before Dawn               | Фэй             |                                                                                             |
| 2010        | Это Англия 86                  | Лол             | BAFTA TV Award for Best Actress RTS Award for Best Actress TV Choice Award for Best Actress |
| 2011        | Walk Like a Panther            |                 | телесериал                                                                                  |
| 2011        | Stolen                         | DC Manda Healey | телефильм                                                                                   |
| 2011        | Coming Up                      | Келли           | 1 эпизод                                                                                    |
| 2011        | The Body Farm                  | Tess Williams   | 1 эпизод                                                                                    |
| 2011        | Это Англия 88                  | Лол             | 3 эпизода                                                                                   |
| 2012        | Настоящая любовь               | Серена          | 1 эпизод                                                                                    |
| 2012-2021   | По долгу службы                | Кейт Флеминг    | 36 эпизодов                                                                                 |
| 2013        | Убийство на пляже              | Карен Вайт      | телесериал                                                                                  |
| 2013        | Svengali                       |                 | фильм                                                                                       |
| 2013        | Эффект колибри                 | Дейв            | фильм                                                                                       |
| 2015        | Это Англия 90                  | Лол             | 4 эпизода                                                                                   |
| 2020 — 2024 | Алекс Райдер                   | Миссис Джонс    | 16 эпизодов                                                                                 |
| 202?        | Последняя тревога Мадлен Хайнд |                 |                                                                                             |